# Riacho Frio
Riacho Frio is een gemeente in de Braziliaanse deelstaat Piauí. De gemeente telt 5.093 inwoners (schatting 2009).